# Erica inordinata
Erica inordinata är en ljungväxtart som beskrevs av H. A. Baker. Erica inordinata ingår i släktet klockljungssläktet, och familjen ljungväxter. Inga underarter finns listade i Catalogue of Life.